# Aragon, Aude
Aragon är en kommun i departementet Aude i regionen Occitanien  i södra Frankrike. Kommunen ligger  i kantonen Alzonne som ligger i arrondissementet Carcassonne. År 2022 hade Aragon 476 invånare.

## Befolkningsutveckling
Antalet invånare i kommunen Aragon
Referens: INSEE